# Merlscheid (België)

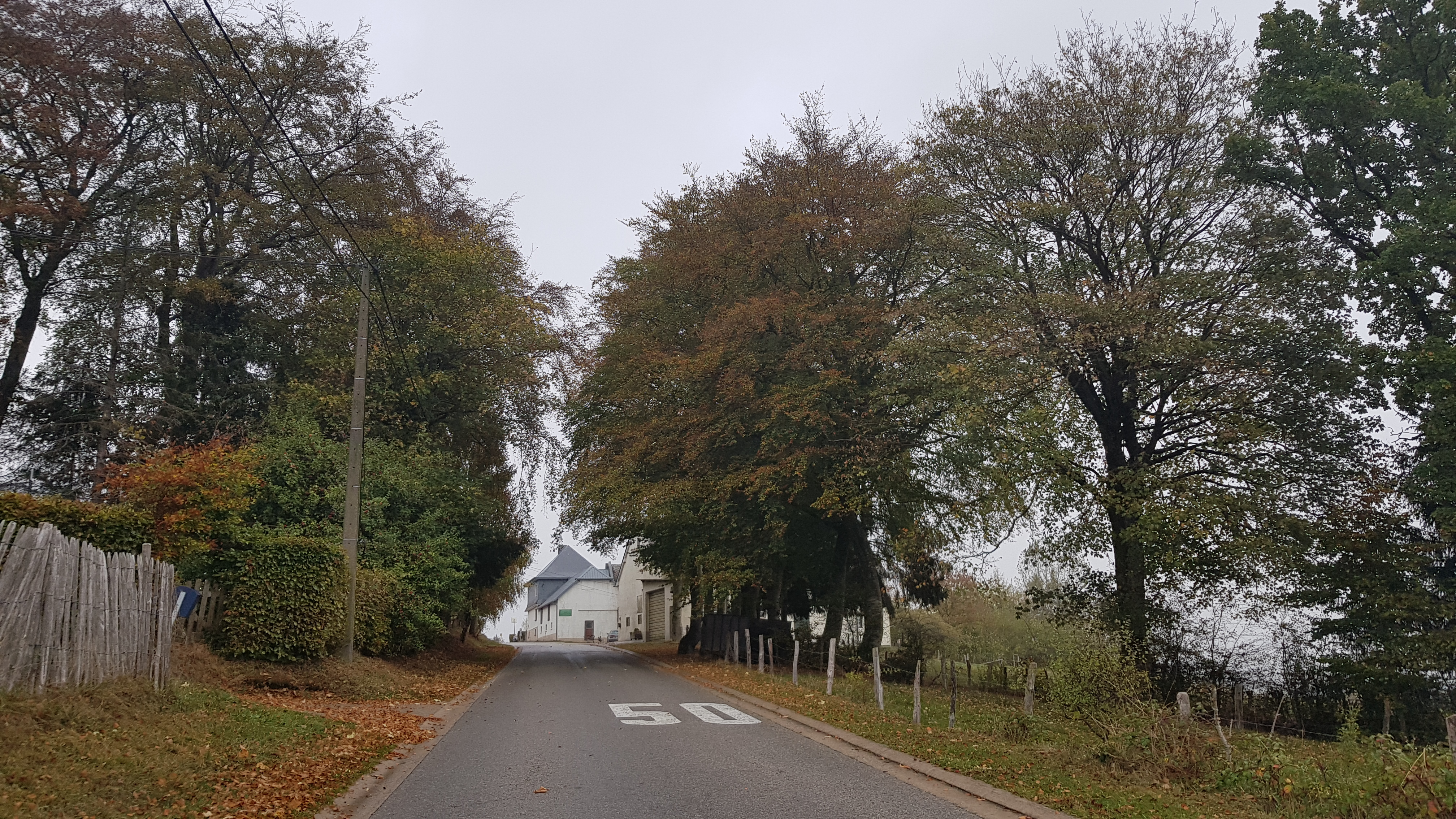
Merlscheid

Merlscheid is een gehucht in de deelgemeente Manderfeld en ligt in de Belgische provincie Luik.

## Geschiedenis
Deze nederzetting werd gesticht in de Frankische tijd, tussen 800 en 1100 n.Chr. In 1538 werd de plaats voor het eerst schriftelijk vermeld.

## Bezienswaardigheden
- De Sint-Brictiuskapel

## Nabijgelegen kernen
Berterath, Hergersberg, Krewinkel, Manderfeld, Lanzerath
Deelgemeenten: Büllingen · Manderfeld · Rocherath

Overige kernen: Afst · Allmuthen · Andler Mühle · Berterath · Buchholz · Eimerscheid · Hasenvenn · Hergersberg · Holzheim · Honsfeld · Hüllscheid · Hünningen · Igelmonder Hof · Igelmondermühle · Kehr · Krewinkel · Krinkelt · Lanzerath · Losheimergraben · Medendorf · Merlscheid · Mürringen · Weckerath · Wirtzfeld

Belgische gemeenten · Duitstalige Gemeenschap · Arrondissement Verviers · Luik · Wallonië